# Munktellmuseet

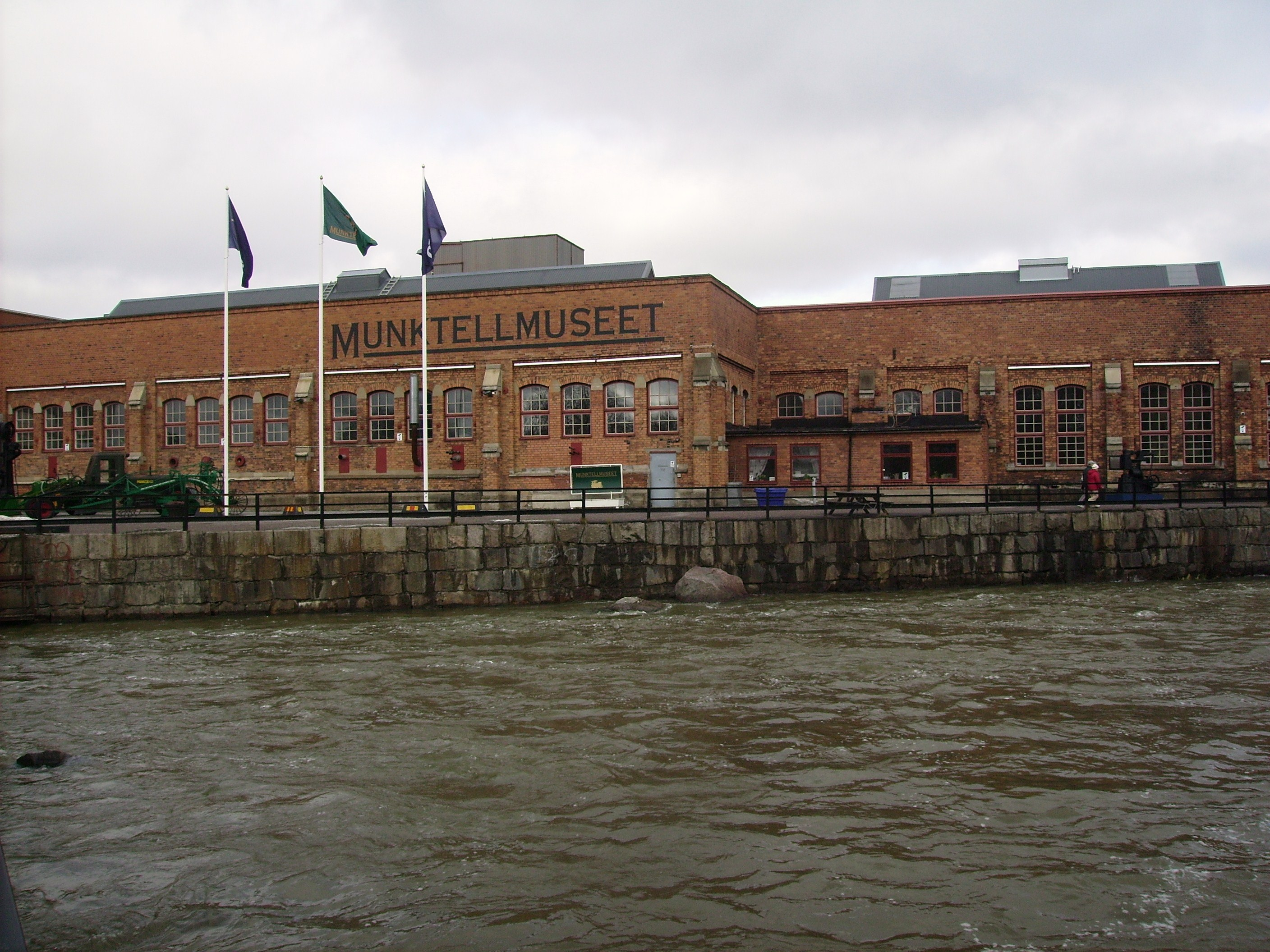
Munktellmuseet

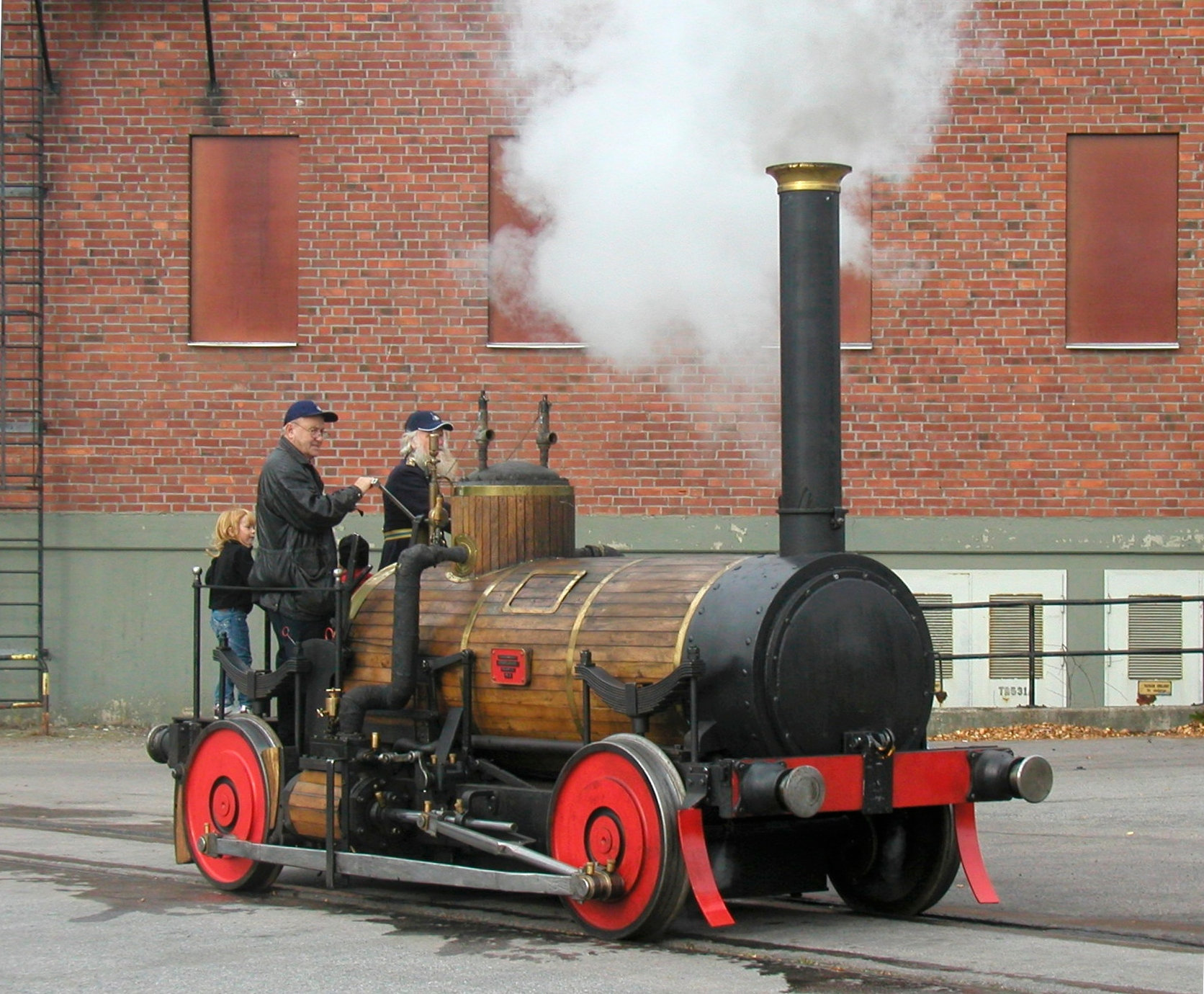
Provkörning av kopian av Förstlingen utanför Munktellmuseet 2009.

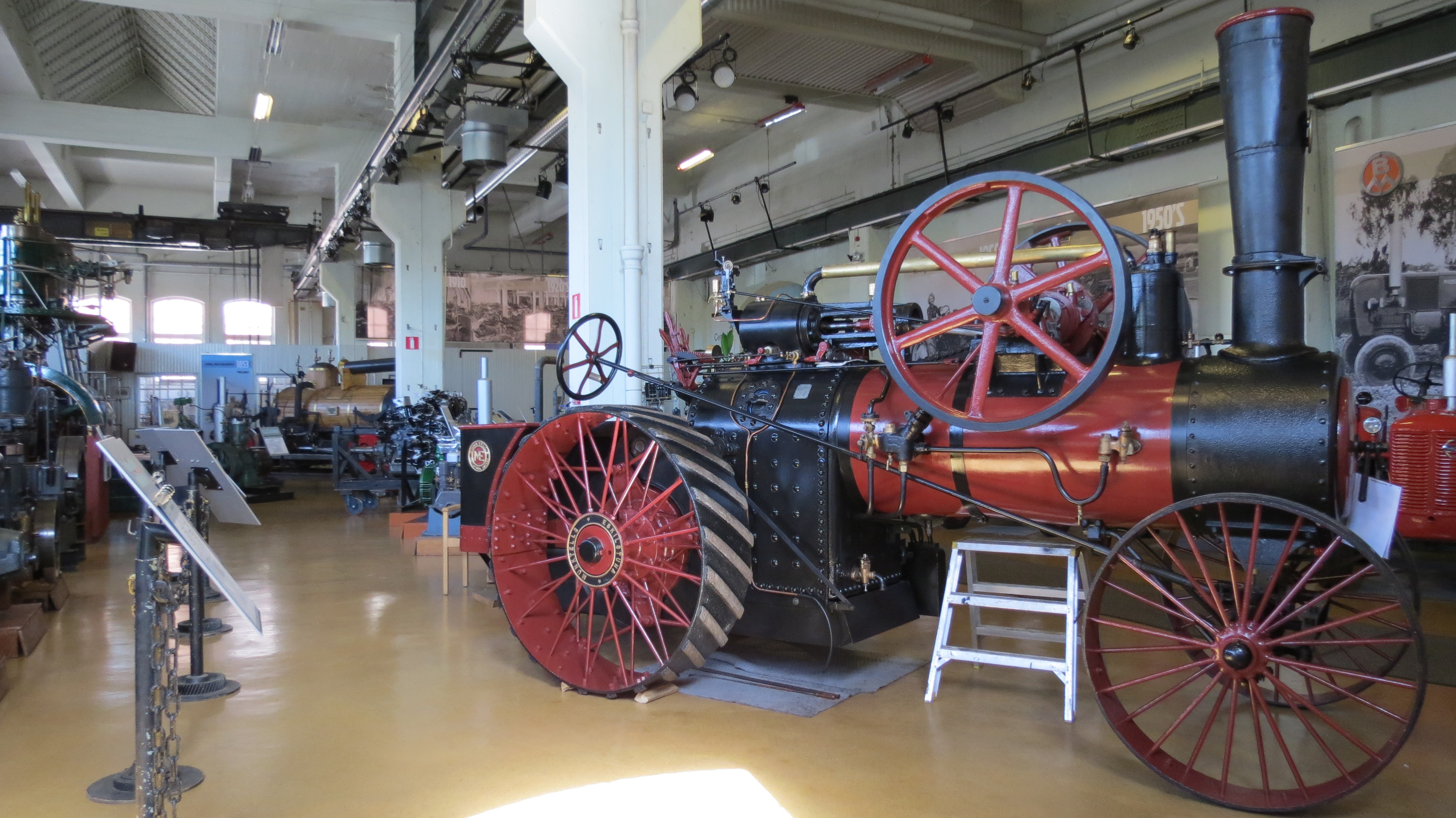
Interiör från Munktellmuseet

Munktellmuseet är ett museum i Eskilstuna. Museet ligger i Munktellstaden och öppnade 1991. Det drivs av Volvo Construction Equipment. 2008 utsågs det till världens bästa museum inom sin bransch.
Museet fokuserar på industrihistoria och framförallt tillverkningen vid Munktells Mekaniska Verkstad och AB Bolinder-Munktell som tidigare var verksamma i lokalerna. Bland utställningsobjekten finns fungerande ångmaskiner, tändkulemotorer, jordbruksmaskiner och traktorer, bland annat den första svenska traktorn från 1913. Museet har även en körduglig kopia av Förstlingen, Sveriges första ånglok samt en ångvagn tillverkad i Eskilstuna 1884. Här finns utställningsrum men även en verkstad för reparation av maskinerna och en föreläsningssal för 100 personer. 
Munktellmuseet är öppet alla dagar och kan även bokas utanför öppettiderna för grupper och guidade visningar. 